# 自衛隊大阪地方協力本部
自衛隊大阪地方協力本部（じえいたいおおさかちほうきょうりょくほんぶ、Osaka Provincial Cooperation Office）は、大阪府大阪市中央区大手前4-1-67大阪合同庁舎第2号館3階に所在する、自衛隊地方協力本部のひとつ。陸・海・空自衛隊共同の機関だが、通常は陸上自衛隊の中部方面総監の指揮監督下にある。防衛省・自衛隊の総合窓口として大阪府管内で活動する。本部長は陸将補の階級にある自衛官が充てられる。

## 沿革
- 1955年（昭和30年）9月1日 - 陸上自衛隊の機関として陸上自衛隊大阪地方連絡部が編成[2]
- 1956年（昭和31年）8月1日 - 自衛隊法施行令の一部改正により地方連絡部が陸海空自衛隊の共同機関となり、自衛隊大阪地方連絡部に改編される[3]
- 1975年（昭和50年）4月 - 地区隊を6個から5個へ改編
- 2003年（平成15年）3月 - 地区隊を5個から3個へ改編
- 2006年（平成18年）7月31日 - 自衛隊大阪地方協力本部に改編

## 出先機関
- 北東地区隊　担当地区：池田市、箕面市、豊中市、吹田市、摂津市、茨木市、高槻市、枚方市、交野市、守口市、門真市、寝屋川市、四條畷市、大東市、東大阪市、八尾市、柏原市、島本町、豊能町、能勢町
  - 枚方出張所
  - 茨木地域事務所
  - 東大阪地域事務所
  - 豊中募集案内所
  - 八尾分駐所　（八尾駐屯地内）
- 中央地区隊　担当地区：大阪市内
  - ミナミ募集案内所
  - ナンバ募集案内所
  - 谷九募集案内所
  - 天王寺募集案内所
  - 阿倍野募集案内所
  - 梅田募集案内所
  - 十三募集案内所
  - 京橋募集案内所
- 阪南地区隊（信太山駐屯地内）　担当地区：堺市、松原市、藤井寺市、羽曳野市、羽曳野市、富田林市、大阪狭山市、河内長野市、高石市、和泉市、泉大津市、岸和田市、貝塚市、泉佐野市、泉南市、阪南市、岬町、田尻町、熊取町、忠岡町、太子町、河南町、千早赤阪村　
  - 堺出張所
  - 岸和田地域事務所
  - 富田林地域事務所

## 主要幹部
| 官職名                   | 階級   | 氏名     | 補職発令日     | 前職                          |
| ------------------------ | ------ | -------- | -------------- | ----------------------------- |
| 自衛隊大阪地方協力本部長 | 陸将補 | 安田百年 | 2024年12月20日 | 第1施設団長 兼 古河駐屯地司令 |

| 代 | 階級    | 氏名       | 在職期間                        | 出身校・期                     | 前職                                      | 後職                                             |
| -- | ------- | ---------- | ------------------------------- | ------------------------------ | ----------------------------------------- | ------------------------------------------------ |
| 01 | 1等陸佐 | 武進       | 1955年09月01日 - 1958年03月15日 | 東京帝国大学 昭和10年卒        | 伊丹駐とん地業務隊長 →1955年8月2日        | 陸上自衛隊練馬駐とん地業務隊長                   |
| 02 | 1等陸佐 | 竹内仁司   | 1958年03月16日 - 1960年07月31日 | 海兵58期                       | 第8混成団本部副団長 兼 北熊本駐とん地司令 | 陸上自衛隊富士学校付 →1960年8月12日 同校管理部長 |
| 03 | 1等陸佐 | 松本章雄   | 1960年08月01日 - 1962年01月15日 | 京都帝国大学 昭和10年卒        | 第10混成団副団長                          | 陸上自衛隊業務学校副校長                         |
| 04 | 陸将補  | 渡部長作   | 1962年01月16日 - 1963年07月31日 | 陸士43期・ 陸大54期            | 陸上自衛隊需品補給処長                    | 陸上幕僚監部付 →1964年1月1日 退職                |
| 05 | 陸将補  | 東峰常二   | 1963年08月01日 - 1965年03月15日 | 拓殖大学 昭和9年卒             | 第3師団副師団長 兼 千僧駐とん地司令       | 陸上幕僚監部付 →1965年7月1日 退職                |
| 06 | 陸将補  | 肥田木安   | 1965年03月16日 - 1966年03月15日 | 陸士46期                       | 陸上幕僚監部厚生課長                      | 陸上幕僚監部付                                   |
| 07 | 陸将補  | 斉藤稔     | 1966年03月16日 - 1968年07月15日 | 京都帝国大学 昭和14年卒        | 陸上幕僚監部総務課長                      | 北部方面総監部幕僚長 兼 札幌駐とん地司令         |
| 08 | 陸将補  | 川名聡雄   | 1968年07月16日 - 1971年03月15日 | 陸士50期・ 陸大59期            | 第6師団副師団長 兼 神町駐とん地司令       | 第10師団長                                       |
| 09 | 陸将補  | 吉松秀信   | 1971年03月16日 - 1972年06月30日 | 陸士54期                       | 東部方面総監部幕僚副長                    | 中部方面総監部幕僚長 兼 伊丹駐とん地司令         |
| 10 | 陸将補  | 馬郡芳郎   | 1972年07月17日 - 1973年07月15日 | 陸士53期                       | 第1師団副師団長 兼 練馬駐とん地司令       | 陸上幕僚監部付 →1974年1月1日 退職                |
| 11 | 陸将補  | 渡邊勉     | 1973年07月16日 - 1974年07月15日 | 陸士57期                       | 第6師団司令部幕僚長                       | 第5師団副師団長 兼 帯広駐とん地司令              |
| 12 | 陸将補  | 藤吉俊男   | 1974年07月16日 - 1976年06月30日 | 陸士58期                       | 統合幕僚会議事務局第3幕僚室               | 中部方面総監部幕僚長 兼 伊丹駐とん地司令         |
| 13 | 陸将補  | 松浦昇     | 1976年07月01日 - 1978年06月30日 | 陸士60期・ 高知高校 昭和24年卒 | 北部方面通信群長                          | 北部方面総監部幕僚副長                           |
| 14 | 陸将補  | 沖田裕     | 1978年07月01日 - 1980年03月16日 | 陸航士60期                     | 西部方面総監部幕僚副長                    | 東部方面総監部幕僚長 兼 市ケ谷駐とん地司令       |
| 15 | 陸将補  | 小森昭治   | 1980年03月17日 - 1981年06月30日 | 陸航士60期                     | 西部方面総監部幕僚副長                    | 第5師団長                                        |
| 16 | 陸将補  | 阿達憲     | 1981年07月01日 - 1983年06月30日 | 横浜工専 昭和24年卒            | 陸上自衛隊化学学校長                      | 西部方面総監部幕僚長 兼 健軍駐屯地司令           |
| 17 | 陸将補  | 種具正二郎 | 1983年07月01日 - 1985年03月15日 | 中央大学 昭和30年卒            | 東部方面総監部幕僚副長                    | 中部方面総監部幕僚長 兼 伊丹駐屯地司令           |
| 18 | 陸将補  | 山西義信   | 1985年03月16日 - 1986年07月31日 | 香川大学 昭和30年卒            | 陸上幕僚監部人事部募集課長                | 陸上自衛隊東北地区補給処長                       |
| 19 | 陸将補  | 大竹卓美   | 1986年08月01日 - 1988年03月15日 | 香川大学 昭和31年卒            | 東北方面総監部幕僚副長                    | 陸上自衛隊需品学校長                             |
| 20 | 陸将補  | 内田十允   | 1988年03月16日 - 1989年06月29日 | 防大4期                        | 東北方面総監部幕僚副長                    | 東部方面総監部幕僚長 兼 市ヶ谷駐屯地司令         |
| 21 | 陸将補  | 澤田良男   | 1989年06月30日 - 1991年03月15日 | 防大6期                        | 北部方面総監部幕僚副長                    | 陸上幕僚監部教育訓練部長                         |
| 22 | 陸将補  | 石田潔     | 1991年03月16日 - 1992年06月15日 | 防大7期                        | 東北方面総監部幕僚副長                    | 北部方面総監部幕僚長 兼 札幌駐屯地司令           |
| 23 | 陸将補  | 千田稔     | 1992年06月16日 - 1994年03月22日 | 防大8期                        | 東北方面総監部幕僚副長                    | 西部方面総監部幕僚長 兼 健軍駐屯地司令           |
| 24 | 陸将補  | 小柳毫向   | 1994年03月23日 - 1995年06月29日 | 防大11期                       | 陸上幕僚監部防衛部運用課長                | 陸上幕僚監部監理部長                             |
| 25 | 陸将補  | 持田修     | 1995年06月30日 - 1997年03月25日 | 防大13期                       | 陸上幕僚監部監理部総務課 広報室長         | 第9師団副師団長 兼 青森駐屯地司令                |
| 26 | 陸将補  | 吉川洋利   | 1997年03月26日 - 1999年03月28日 | 防大14期                       | 陸上幕僚監部教育訓練部訓練課長            | 陸上自衛隊富士学校機甲科部長                     |
| 27 | 陸将補  | 矢澤昌志   | 1999年03月29日 - 2001年03月26日 | 防大15期                       | 北部方面総監部防衛部長                    | 陸上幕僚監部監察官                               |
| 28 | 陸将補  | 笠原直樹   | 2001年03月27日 - 2003年03月26日 | 防大16期                       | 情報本部情報官                            | 陸上自衛隊研究本部幹事 兼 企画室長               |
| 29 | 陸将補  | 酒井健     | 2003年03月27日 - 2004年08月29日 | 生徒13期・ 防大19期            | 東部方面総監部幕僚副長                    | 東部方面総監部幕僚長 兼 朝霞駐屯地司令           |
| 30 | 陸将補  | 荒川龍一郎 | 2004年08月30日 - 2006年08月03日 | 防大21期                       | 第8師団副師団長 兼 北熊本駐屯地司令       | 陸上幕僚監部人事部長                             |
| 31 | 陸将補  | 河村仁     | 2006年08月04日 - 2008年03月23日 | 防大22期                       | 中部方面総監部幕僚副長                    | 防衛研究所副所長                                 |
| 32 | 陸将補  | 江口直也   | 2008年03月24日 - 2010年07月25日 | 防大26期・ ドイツ連邦指揮大学  | 統合幕僚監部防衛計画部計画課長            | 陸上幕僚監部監理部長                             |
| 33 | 陸将補  | 中野成典   | 2010年07月26日 - 2012年03月29日 | 防大25期                       | 第4師団副師団長 兼 福岡駐屯地司令         | 陸上自衛隊補給統制本部副本部長                   |
| 34 | 陸将補  | 山岡健男   | 2012年03月30日 - 2013年08月21日 | 防大27期                       | 統合幕僚監部報道官                        | 陸上自衛隊関西補給処長 兼 宇治駐屯地司令         |
| 35 | 陸将補  | 大塚裕治   | 2013年08月22日 - 2015年08月03日 | 防大32期                       | 陸上幕僚監部総務課広報室長                | 陸上幕僚監部監理部長                             |
| 36 | 陸将補  | 中野義久   | 2015年08月04日 - 2016年06月30日 | 防大31期                       | 第5施設団長 兼 小郡駐屯地司令             | 陸上自衛隊施設学校長 兼 勝田駐屯地司令           |
| 37 | 陸将補  | 蛭川利幸   | 2016年07月01日 - 2017年03月26日 | 防大31期                       | 東部方面総監部幕僚副長                    | 中部方面総監部幕僚長 兼 伊丹駐屯地司令           |
| 38 | 陸将補  | 梅田将     | 2017年03月27日 - 2019年03月31日 | 生徒25期・ 神奈川大学          | 東北方面総監部幕僚副長                    | 警務隊長                                         |
| 39 | 陸将補  | 富崎隆志   | 2019年04月01日 - 2020年08月24日 | 生徒29期・ 法政大学            | 陸上幕僚監部人事教育部 人事教育計画課長   | 北部方面総監部幕僚副長                           |
| 40 | 陸将補  | 濱田博之   | 2020年08月25日 - 2021年09月29日 | 生徒26期・ 東京理科大学        | 統合幕僚監部報道官                        | 退職                                             |
| 41 | 陸将補  | 栁裕樹     | 2021年09月30日 - 2023年03月29日 | 防大38期                       | 西部方面総監部幕僚副長                    | 統合幕僚監部首席後方補給官                       |
| 42 | 陸将補  | 深草貴信   | 2023年03月30日 - 2024年12月19日 | 防大37期                       | 自衛隊情報保全隊司令                      | 中央情報隊長 兼 陸上総隊司令部情報部長           |
| 43 | 陸将補  | 安田百年   | 2024年12月20日 -                | 防大36期                       | 第1施設団長 兼 古河駐屯地司令             |                                                  |